# Grikurov Ridge
Grikurov Ridge ist ein Gebirgskamm auf der westantarktischen Alexander-I.-Insel. Am südlichen Ende der LeMay Range erstreckt er sich über eine Länge von 10 km in westlicher Richtung.
Trimetrogon-Aufnahmen der US-amerikanischen Ronne Antarctic Research Expedition (1947–1948) und Vermessungen des Falkland Islands Dependencies Survey zwischen 1948 und 1950 dienten seiner Kartierung. Das UK Antarctic Place-Names Committee benannte ihn 1974 nach dem russischen Geologen Garrik E. Grikurow (* 1934), der als Austauschwissenschaftler des British Antarctic Survey zwischen 1963 und 1964 in diesem Gebiet tätig war.